# Рихтгофен, Вольфрам фон
Во́льфрам (Ульф) Карл Людвиг Мориц Герман фрайхерр фон Рихтгофен (нем. Wolfram "Ulf" Karl Ludwig Moritz Hermann Freiherr von Richthofen; 10 октября 1895, Гут-Барцдорф в Силезии (ныне близ Стшегома, Польша) — 12 июля 1945, Бад-Ишль, Австрия) — германский военачальник, генерал-фельдмаршал авиации (1943).

## Биография

### Семья. Начало карьеры
Родственник (двоюродный брат) знаменитых асов Первой мировой войны Манфреда («Красного барона») и Лотара фон Рихтгофенов.
Начал военную службу фенрихом в марте 1913 года в 4-м гусарском полку. Окончил военное училище в Касселе (годичный курс). В июне 1914 года произведён в лейтенанты.

### Первая мировая война
Во время Первой мировой войны служил в 4-м гусарском полку, командир взвода. В сентябре 1914 года награждён Железным крестом 2-й степени.
С сентября 1917 года — в авиации (в учебных частях до конца марта 1918). Служил в знаменитой 11-й истребительной эскадрилье (нем. Jagdstaffel 11).
Одержал восемь воздушных побед. В ходе войны получил Железный крест 2-й (1914) и 1-й степеней (июнь 1918 года).

### Между мировыми войнами
После поражения в связи с запретом Германии иметь военную авиацию в мае 1919 года отправлен в отпуск, в феврале 1920 года уволен с военной службы.
В ноябре 1923 года вернулся на службу, зачислен в кавалерийский полк и прикомандирован к военной комендатуре Берлина. Некоторое время командовал автотранспортной ротой. Произведён в капитаны.
С апреля 1929 по сентябрь 1932 года — в командировке в Италии, стажировался в «Regia Aeronautica».
С октября 1933 года — в люфтваффе, в министерстве военно-воздушных сил.

### Война в Испании
С ноября 1936 по сентябрь 1937 года — подполковник Рихтгофен в первой командировке в Испании, начальник штаба легиона «Кондор».
В январе 1938 года произведён в полковники, в ноябре — в генерал-майоры.
С ноября 1938 по июль 1939 года — вторая командировка в Испанию, командир легиона «Кондор».
За войну в Испании был награждён немецким орденом «Испанский крест с золотыми мечами и бриллиантами» (вручён лично Герингом) и двумя испанскими медалями.

### Вторая мировая война
Во время Польской кампании командовал авиачастью специального назначения (нем. Fliegerführer z. b. V.). Награждён планками к Железным крестам (повторное награждение).
С октября 1939 года — командующий 8-м авиакорпусом, участвовал во Французской кампании, 10 мая 1940 года получил Рыцарский крест Железного креста, 19 июля 1940 году произведен в генералы авиации.
С июля 1940 года участвовал в Битве за Англию, в 1941 году участвовал в Балканской кампании и захвате острова Крит. 17 июля 1941 года за эту операцию награждён Дубовыми листьями к Рыцарскому кресту.
Во главе 8-го авиакорпуса участвовал в войне против СССР, его корпус поддерживал наступление вермахта в Белостокско-Минском сражении в июне 1941 года, в июле 1941 года участвовал в захвате Витебска, отражении советского контрудара на Лепель и дальнейшем наступлении на Смоленск, в августе-сентябре 1941 года поддерживал немецкое наступление на Ленинград.
С октября 1941 года поддерживал наступление на Москву, затем участвовал в отражении советского контрнаступления зимой 1941—42 годов. В тяжёлые дни контрнаступления советских войск под Москвой в декабре 1941 года несколько дней исполнял обязанности командующего 6-м армейским корпусом вермахта. 1 февраля 1942 года произведён в генерал-полковники.
В мае-июне 1942 года 8-й авиакорпус сражался в Крыму, в июле 1942 года Рихтгофен назначен командующим 4-м воздушным флотом на южном участке Восточного фронта. Участвовал в Сталинградской битве.
16 февраля 1943 года присвоено звание генерал-фельдмаршала.

### Последние годы
Летом 1943 года переведён в Италию командовать 2-м воздушным флотом. В конце октября 1944 года получил отпуск по болезни (опухоль головного мозга).
Умер 12 июля 1945 года в Австрии.